# Ann Sothern
Ann Sothern, nata Hariette Arlene Lake (Valley City, 22 gennaio 1909 – Ketchum, 15 marzo 2001), è stata un'attrice statunitense.

## Biografia
Nata a Valley City, Dakota del Nord, sebbene frequentò la Central High School a Saint Paul in Minnesota (con compagno di classe Eddie Albert), Ann Sothern lasciò casa molto giovane e iniziò la sua carriera nel cinema con un'apparizione in Broadway Nights all'età di 18 anni. Durante il 1929 e il 1930 apparve anche come corista in Rivista delle nazioni e Whoopee!. Le sue doti vocali le consentirono di esibirsi a Broadway, dove nel 1931 fu protagonista di America's Sweetheart e Everybody's Welcome, e occasionalmente di cantare in alcuni film.
Nel 1934 la Sothern firmò un contratto di lavoro con la Columbia Pictures, che risolse ma due anni dopo. Nel 1936 fu scritturata dalla RKO Radio Pictures e, dopo una serie di film che non attirarono il pubblico, lasciò anche la RKO e fu scritturata dalla Metro-Goldwyn-Mayer, per la quale fece il suo primo film nel 1939, Maisie, in un ruolo originariamente destinato a Jean Harlow, quello della volgare ballerina di Brooklyn Mary Anastasia O'Connor. Dopo anni di gavetta, la Sothern riuscì finalmente a conquistare il vero successo, tanto che dal film verranno tratti sequel tra cui Congo Maisie (1940), Uncovered Maisie (1947) e Swing Shift Maisie (1943). Proprio per quest'ultimo lavoro i critici la definirono unanimemente come "una delle più brillanti attrici comiche nel settore".
Il 24 novembre 1941, Sothern recitò al Lux Radio Theatre nell'adattamento di Maisie was a Lady, e la notorietà conquistata dalla serie le consentì di essere scritturata per un proprio programma radiofonico, The Adventures of Maisie, andato in onda fino al 1953.
Nel 1949 recitò nel film Lettera a tre mogli, che ebbe eccellenti critiche ma che non diede ulteriori incentivi alla carriera artistica dell'attrice. Negli anni '50 prese parte a diversi film tra cui Gardenia blu (1953), per il quale ottenne recensioni positive, e anche in programmi televisivi. Nel 1953 riuscì a ottenere la parte da protagonista nella sitcom Private Secretary, che terminò nel 1957 a causa di una disputa tra Sothern e il produttore Jack Chertok. Successivamente interpreterà un'altra serie televisiva da protagonista, The Ann Sothern Show, dal 1958 al 1961. Entrambi gli show furono di grande successo e le fecero guadagnare quattro candidature al Premio Emmy.
Negli anni '60 la Sothern ebbe un attacco di epatite che danneggiò il suo aspetto; di conseguenza decise di non apparire più sullo schermo e la sua carriera fu progressivamente limitata a piccoli ruoli per il cinema e la televisione come in The Lucy Show e The Mothers-In-Law.
Continuò a lavorare di tanto in tanto per il piccolo schermo fino al 1984, anno in cui si ritirò a Ketchum (Idaho). Nel 1987 accettò il ruolo di Tisha, vicina di casa di due sorelle più anziane interpretate da Lillian Gish e Bette Davis, in Le balene d'agosto. L'acclamata performance le fece ottenere, per la prima volta in 60 anni di lunga carriera, la candidatura all'Oscar come miglior attrice non protagonista e all'Independent Spirit Awards nella medesima categoria. Nonostante il successo Le balene d'agosto fu il suo ultimo film, poiché l'attrice si ritirò definitivamente dalle scene trascorrendo la vecchiaia a Ketchum, dove morì il 15 marzo 2001, a 92 anni, per insufficienza cardiaca.
Ha due stelle sulla Hollywood Walk of Fame: televisione e cinema.

## Vita privata
Ann Sothern è stata sposata con l'attore Roger Pryor, da cui divorziò il 17 maggio 1943. Meno di una settimana dopo sposò l'attore Robert Sterling, da cui ebbe una figlia, Tisha Sterling, e da cui divorziò 6 anni dopo.

## Filmografia

### Cinema
- Broadway Nights, regia di Joseph C. Boyle (1927), non accreditata
- Rivista delle nazioni (The Show of Shows), regia di John G. Adolfi (1929) (con il nome Harriet Byron)
- The March of Time, (1930), non accreditata
- Song of the West, regia di Ray Enright (1930) (con il nome Harriet Lake)
- Good News, regia di Nick Grinde (1930), non accreditata
- Il guerriero (Doughboys), regia di Edward Sedgwick (1930), non accreditata
- Whoopee!, regia di Thornton Freeland (1930), non accreditata
- Viva le donne! (Footlight Parade), regia di Lloyd Bacon (1933), non accreditata
- Broadway Through a Keyhole, regia di Lowell Sherman (1933), non accreditata
- Amiamoci (Let's Fall in Love), regia di David Burton (1933)
- Melody in Spring, regia di Norman Z. McLeod (1934)
- The Hell Cat, regia di Albert S. Rogell (1934)
- Blind Date, regia di Roy William Neill (1934)
- The Party's Over, regia di Walter Lang (1934)
- Il tesoro dei faraoni, (Kid Millions), regia di Roy Del Ruth (1934)
- Folies Bergère de Paris, regia di Roy Del Ruth (1935)
- Eight Bells, regia di Roy William Neill (1935)
- Hooray for Love, regia di Walter Lang (1935)
- The Girl Friend, regia di Edward Buzzell (1935)
- Grand Exit, regia di Erle C. Kenton (1935)
- You May Be Next, regia di Albert S. Rogell (1936)
- Hell-Ship Morgan, regia di D. Ross Lederman (1936)
- Don't Gamble with Love, regia di Dudley Murphy (1936)
- La moglie americana (My American Wife), regia di Harold Young (1936)
- L'incontentabile (Walking on Air), regia di Joseph Santley (1936)
- Quartieri di lusso (Smartest Girl in Town), regia di Joseph Santley (1936)
- Dangerous Number, regia di Richard Thorpe (1937)
- There Goes My Girl, regia di Ben Holmes (1937)
- Baci sotto zero (Fifty Roads to Town), regia di Norman Taurog (1937)
- Lettera anonima (Super-Sleuth), regia di Ben Stoloff (Benjamin Stoloff) (1937)
- Quei cari parenti (Danger-Love at Work), regia di Otto Preminger (1937)
- Un povero milionario (There Goes the Groom), regia di Joseph Santley (1937)
- Una ragazza fortunata (She's Got Everything), regia di Joseph Santley (1937)
- Crociera d'amore (Trade Winds), regia di Tay Garnett (1938)
- Maisie, regia di Edwin L. Marin (1939)
- Hotel for Women, regia di Gregory Ratoff (1939)
- Fast and Furious, regia di Busby Berkeley (1939)
- Joe and Ethel Turp Call on the President, regia di Robert B. Sinclair (1939)
- Congo Maisie, regia di H.C. Potter (1940)
- Il vendicatore (Brother Orchid), regia di Lloyd Bacon (1940)
- Gold Rush Maisie, regia di Edwin L. Marin e (non accreditati) J. Walter Ruben e Norman Taurog (1940)
- Dulcy, regia di S. Sylvan Simon (1940)
- Maisie Was a Lady, regia di Edwin L. Marin (1941)
- Ringside Maisie, regia di Edwin L. Marin (1941)
- Lady Be Good, regia di Norman Z. McLeod (1941)
- Maisie Gets Her Man, regia di Roy Del Ruth (1942)
- Panama Hattie, regia di Norman Z. McLeod e (non accreditati) Roy Del Ruth e Vincente Minnelli (1942)
- You, John Jones!, regia di Mervyn LeRoy (1943)
- Three Hearts for Julia, regia di Richard Thorpe (1943)
- Swing Shift Maisie, regia di Norman Z. McLeod (1943)
- Angeli dell'inferno (Cry Havoc), regia di Richard Thorpe (1943)
- Maisie Goes to Reno, regia di Harry Beaumont (1944)
- Up Goes Maisie, regia di Harry Beaumont (1946)
- Una donna in cerca di brividi (Undercover Maisie), regia di Harry Beaumont (1947)
- April Showers, regia di James V. Kern (1948)
- Parole e musica (Words and Music), regia di Norman Taurog (1948)
- Lettera a tre mogli (A Letter to Three Wives), regia di Joseph L. Mankiewicz (1949)
- The Judge Steps Out, regia di Boris Ingster (1949)
- Nancy va a Rio (Nancy Goes to Rio), regia di Robert Z. Leonard (1950)
- Shadow on the Wall, regia di Pat Jackson (1950)
- Gardenia blu (The Blue Gardenia), regia di Fritz Lang (1953)
- L'amaro sapore del potere (The Best Man), regia di Franklin J. Schaffner (1964)
- Un giorno di terrore (Lady in a Cage), regia di Walter Grauman (1964)
- La doppia vita di Sylvia West (Sylvia), regia di Gordon Douglas (1965)
- La tigre in corpo (Chubasco), regia di Allen H. Miner (1967)
- The Greatest Mother of Them All, di Robert Aldrich (1969)
- Origine di una perversione (The Killing Kind), regia di Curtis Harrington (1973)
- I sette aghi d'oro (Golden Needles), regia di Robert Clouse (1974)
- Crazy Mama, regia di Jonathan Demme (1975)
- Manitù, lo spirito del male (The Manitou), regia di William Girdler (1978)
- The Little Dragons, regia di Curtis Hanson (1979)
- Le balene d'agosto (The Whales of August), regia di Lindsay Anderson (1987)

### Televisione
- The Ann Sothern Show – serie TV, 93 episodi (1958-1961)
- Westinghouse Desilu Playhouse – serie TV, episodio 2x10 (1959)
- June Allyson Show (The DuPont Show with June Allyson) – serie TV, episodio 1x09 (1959)
- L'ora di Hitchcock (The Alfred Hitchcock Hour) – serie TV, episodio 3x03 (1964)
- Mamma a quattro ruote (My Mother the Car) – serie TV, 30 episodi (1965-1966)
- Agenzia U.N.C.L.E. (The Girl from U.N.C.L.E.) – serie TV, episodio 1x21 (1967)
- Tre nipoti e un maggiordomo (Family Affair) – serie TV, episodio 2x17 (1968)
- Il virginiano (The Virginian) – serie TV, episodio 9x17 (1971)
- Capitani e Re (Captains and the Kings) – miniserie TV (1976)
- A Letter to Three Wives – film TV, regia di Larry Elikann (1985)

## Riconoscimenti
- Premio Oscar
  - 1988 – Candidatura alla miglior attrice non protagonista per Le balene d'agosto

## Doppiatrici italiane
- Rosetta Calavetta in Un povero milionario, Lettera a tre mogli, Gardenia blu
- Dhia Cristiani in Parole e musica, Origine di una perversione
- Lydia Simoneschi in L'amaro sapore del potere
- Rina Morelli in Un giorno di terrore
- Alina Moradei in Le balene d'agosto